# Justo Villar
Justo Wilmar Villar Viveros (Cerrito, 30 de junio de 1977) es un exfutbolista paraguayo que se desempeñaba como guardameta. Su último club fue el Nacional de la Primera División de Paraguay, además de haber sido el capitán de la selección de fútbol de Paraguay. Es considerado como uno de los mejores guardametas en la historia de la selección paraguaya.

## Trayectoria
A los 15 años emigró de su pueblo natal Cerrito para iniciar su camino en el fútbol de Primera División de Paraguay.

### Sol de América (1996-2000)
Inició su carrera deportiva en el Club Sol de América de Paraguay donde tuvo como entrenador al legendario arquero uruguayo Ever Hugo Almeida, quien lo formó como guardameta junto al preparador de arqueros Modesto Sandoval. Debutó en Primera División en el año 1996, jugando precisamente por ese club donde estuvo hasta 2000. En el pequeño club de Asunción jugó 119 partidos en cuatro años.

### Libertad (2001-2004)
Posteriormente recaló en el Club Libertad de Paraguay donde obtuvo dos campeonatos de Liga paraguaya en los años 2002 y 2003.

### Newell's Old Boys (2004-2008)
A mediados de 2004, Villar es transferido al Club Atlético Newell's Old Boys de Argentina.
Para enfrentar el Torneo Apertura 2004, Newell's Old Boys se había reforzado con figuras como Ariel Ortega, Rubén Capria,  Julián Maidana y Mário Jardel, entre otros. Villar fue elegido como el mejor futbolista del campeonato, en el cual finalmente se consagró campeón. Recibió tan solo 11 goles en contra en 19 encuentros. También fue considerado por la prensa argentina como el "arquero del año", anteriormente, había ganado el Premio al futbolista paraguayo del año (2004), sucediendo a Óscar Cardozo.

### Real Valladolid (2008-2011)

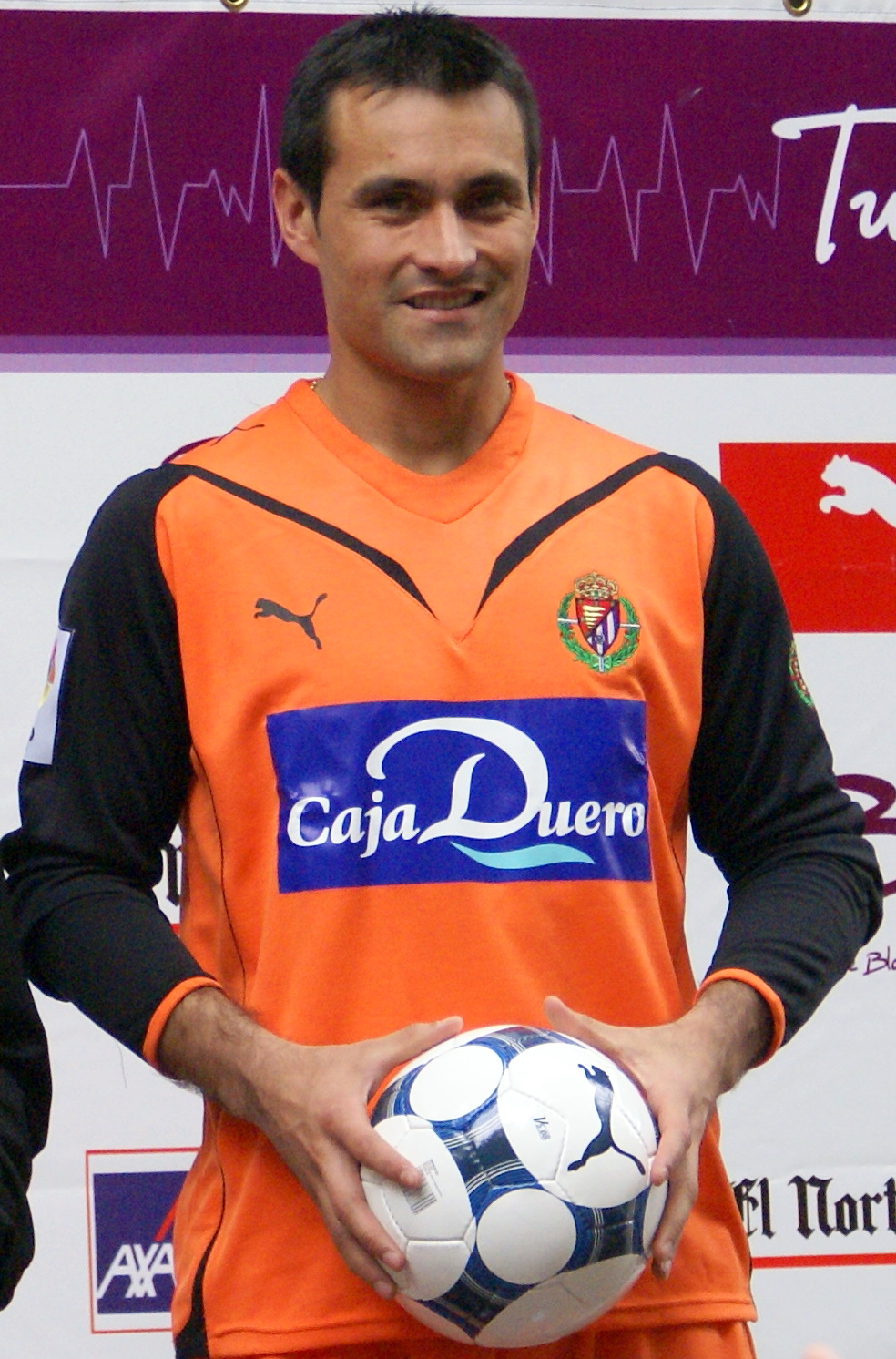
Justo Villar con el Real Valladolid en 2009

En enero de 2008, se acordaron los términos entre Newell's y Real Valladolid de España para la transferencia de Villar, para el próximo verano europeo. El 14 de julio, fue presentado oficialmente en su nuevo club; debido a la lesión del arquero titular Sergio Asenjo, así pudo hacer 15 apariciones en La Liga en su primer año. El 9 de enero de 2009 fue elegido décimo Mejor Portero del Mundo de 2008, tras la votación efectuada por parte de la Federación Internacional de Historia y Estadística de Fútbol (IFFHS) con la ayuda de 85 expertos de unos tantos países de los cinco continentes.
Durante la temporada 2009-10, y tras la partida de Asenjo, tuvo una lucha mano a mano el primer puesto de arquero con Jacobo, así obtuvo el puesto logrando jugar 23 de 38 partidos en La Liga, para su mala suerte su equipo descendió a la segunda división española, Villar perdería el puesto con Jacobo en las últimas jornadas. Y para la temporada 2010-11 quedó relegado al segundo puesto en mercer de Jacobo, jugando solo 6 partidos en Segunda División y 2 por Copa del Rey.
Después de una estadía de tres años, fue puesto en libertad en junio de 2011 a la edad de 34 años, principalmente debido a su alto salario.

### Estudiantes de La Plata (2011-2012)
Luego de su estupenda actuación en el juego de Paraguay contra Brasil, por los cuartos de final de la Copa América, Justo firma por tres temporadas con Estudiantes de La Plata para reemplazar a Agustín Orión, que partió finalmente a Boca Juniors.

### Nacional (2013)
A principios del mes de febrero de 2013 llega a un acuerdo para volver a jugar en Paraguay por Nacional consagrándose campeón de manera anticipada del Torneo de Apertura cuatro fechas antes del final, donde fue una de las figuras del plantel.

### Colo-Colo (2013-2017)
El 13 de junio de 2013 y con el pase en su poder, Justo acepta la propuesta del club chileno, por un contrato de 18 meses, 6 meses más del contrato previo, que era solo de un año.
Debutó ante Rangers, el 7 de julio en el Estadio Fiscal de Talca, por la 2ª fecha de fase grupal de la Copa Chile 2013-14. Colo-Colo ganó 3-0, y Villar fue la gran figura del encuentro, conteniendo un lanzamiento penal. El 13 de abril de 2014, Colo Colo se coronó campeón del Torneo de Clausura con Villar como una de las figuras del equipo tras vencer por la cuenta mínima a Santiago Wanderers a falta de 2 fechas del final, bajando la tan anhelada estrella 30, después de 4 años y 7 torneos de espera.
Para la temporada 2014-15 siguió siendo titular indiscutido con Héctor Tapia, para en esta ocasión no lograrían ninguno de los 3 objetivos, ya que acabaron segundos tanto en el Apertura 2014 como en el Clausura 2015, ni tampoco lograron pasar a octavos de final en la Copa Libertadores 2015 tras ser eliminados en fase de grupos por Atlético Mineiro de Brasil.
El 31 de octubre de 2015 y por la fecha 11 del Apertura 2015, Justo tuvo una de sus actuaciones más destacadas jugando por Colo-Colo, ya al minuto 61 atajó un penal fundamental a Patricio Rubio cuando los albos iban ganando 1-0, finalmente terminaron ganando 2-0 con goles de Esteban Paredes y Jean Beausejour en el Estadio Monumental, Villar fue elegido la Figura del Partido. Terminaron saliendo campeones del torneo en la última fecha contra Santiago Wanderers en un polémico final.
El 14 de diciembre de 2016 se coronaron campeones de la Copa Chile tras golear 4-0 a Everton en el Estadio Nacional. Villar no jugó ese partido ni tampoco estuvo en banco de reservas ya que por los cuartos de final de la competición contra Cobreloa (victoria 2-1) salió lesionado al minuto 52 por Paulo Garcés tras chocar rodillas con un defensa rival. Producto de esa lesión fue operado de la rodilla quedando fuera hasta 2017.
El 4 de marzo de 2017, el arquero y capitán de la selección de Paraguay, sufrió una nueva lesión en la rodilla esta vez en la izquierda, por la quinta fecha del Clausura 2017 ante Universidad Católica, partido en que los albos ganaron por 2-0, al minuto 78' Justo en su afán de querer salir jugando fue apurado por Santiago Silva sacando de forma rápida y lesionándose la rodilla izquierda, saliendo al 80' en reemplazo Paulo Garcés, siendo además su último partido como futbolista profesional a nivel de clubes.
Según el parte médico emitido por Colo Colo; presenta un traumatismo directo de la rodilla izquierda, presentando rotura del ligamento cruzado posterior, en un principio se pensaba que iba hasta por lo menos 1 mes fuera de las canchas pero se resintió de la rodilla en entrenamiento.
Una vez terminado el Torneo de Clausura 2017, se especulaba su salido del club chileno, lo que efectivamente se produjo el 20 de junio de 2017 al desvincularse del Club Social y Deportivo Colo Colo tras diferencias con Aníbal Mosa y por no estar entre los planes de Pablo Guede para el Torneo de Transición 2017, finalmente se despidió del club, de los hinchas y de los pastos de Macul el 21 de junio, además siendo considerado uno de los mejores arqueros de Colo-Colo en las últimas décadas.

### Regreso a Nacional y retiro del fútbol (2017-2018)
El día 19 de julio de 2017, Justo llega a un acuerdo para volver a jugar en Paraguay por Nacional y terminar su recuperación de su lesión que lo desligo de Colo-Colo. Anunciando su retorno al fútbol de manera oficial.
El 30 de julio de 2018, Justo anuncia su retiro del fútbol profesional a través de un video en sus redes sociales, causando gran conmoción entre sus seguidores.

## Selección nacional

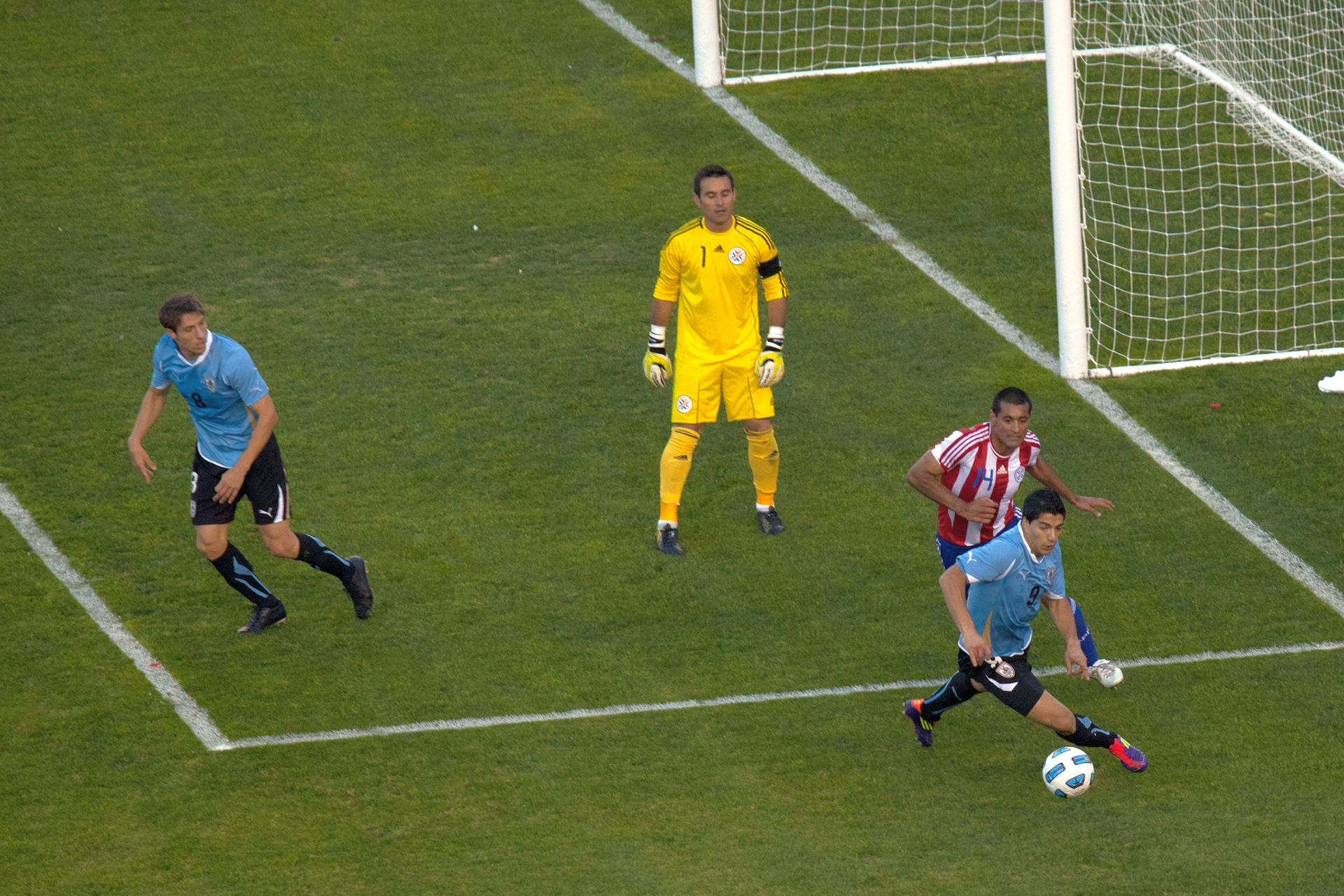
Justo Villar durante la final de la Copa América 2011.

A nivel de menores jugó el Mundial Sub-20 de 1997 frente a Paraguay, donde fue el capitán del equipo quedando eliminados en fase de grupos. Después fue llamado a la selección sub-23 para disputar el Torneo Preolímpico de 2000, realizando cuatro apariciones.
Debutó con la selección adulta el 3 de marzo de 1999, frente a Guatemala en la Ciudad de Guatemala (victoria paraguaya por 3-2). Fue tercer arquero detrás de José Luis Chilavert y Ricardo Tavarelli en el Mundial de Corea y Japón 2002. En el Mundial de 2006 participó en un encuentro, jugando los primeros 7 minutos lesionándose frente a la Selección Inglesa y siendo reemplazado por Aldo Bobadilla, quien acabó por disputar los restantes partidos del torneo, que no superó la primera fase.
En el siguiente Mundial realizado cuatro años después en Sudáfrica, se convirtió en el guardameta paraguayo que durante más tiempo logró conservar su portería invicta en una Copa del Mundo, llegando a 411 minutos sin recibir gol alguno. Le sigue su compatriota José Luis Chilavert con 190 minutos. El italiano Walter Zenga es quien ostenta la máxima marca con 517 minutos de imbatibilidad conseguida en el Mundial de Italia 1990, mientras que Villar quedó colocado en el 7º lugar.
En el Mundial de Sudáfrica, su selección nacional obtuvo el primer puesto del Grupo F al enfrentar a Italia (1-1), Eslovaquia (2-0) y Nueva Zelanda (0-0) donde Villar solo recibió un gol por parte de Daniele De Rossi consiguiendo el pase a octavos de final donde Paraguay venció en penales a Japón (5-3) luego de empatar en cero en tiempo suplementario. En los cuartos de final, su selección guaraní fue derrotada por el eventual campeón España (0-1) después de un partido intenso donde Villar fue la figura del encuentro al contenerle un penal al español Xabi Alonso. Fue capitán de su selección en los cinco partidos, recibiendo solo dos goles.
Un año después, Villar fue convocado nuevamente por el "Tata" Martino para encarar la Copa América 2011 donde Paraguay quedó ubicado en el Grupo B junto con Ecuador, Brasil y Venezuela, empatando sus 3 partidos y clasificando a la fase final como mejor tercero. El 17 de julio de 2011, en los cuartos de final, Paraguay igualó (0-0) con Brasil forzando así la tanda de penales donde Villar le atajó el penal a Thiago Silva permitiendo que su selección avanzara a la siguiente fase.
El 20 de julio de 2011 fue figura nuevamente. En la semifinal, después de haber empatado 0-0 en 120 minutos con Venezuela, se forzó una nueva tanda de penales donde Villar detuvo el penal a Franklin Lucena, permitiendo que Paraguay accediera a la final y acabará con la ilusión de "la Vinotinto".
En la final, Paraguay enfrentó a Uruguay en el Estadio Monumental de Nuñez y fue derrotado por este (3-0), sin embargo la FIFA escogió a Justo Villar como el mejor arquero de la Copa América 2011, por sus grandes actuaciones que dejaron en el camino a Ecuador, Brasil y Venezuela.
Después de culminada la Copa América, el "Tata" Martino renunció al cargo de la selección paraguaya y en su reemplazo fue contratado Francisco Arce, quien nuevamente convocó a Villar para disputar las eliminatorias rumbo al mundial de Brasil 2014, pero debido a que se lesionó, lo reemplazó su compatriota Diego Barreto.
Para la Copa América 2015 finalizaron en el cuarto lugar y en la Copa América Centenario quedaron en fase de grupos.
El 12 de junio de 2018 jugó su último partido por la selección paraguaya contra Japón jugando los primeros 12 minutos (siendo sustituido por el debutante Alfredo Aguilar), completando un total de 120 partidos.

### Participaciones en Clasificatorias a Copas del Mundo
| Eliminatorias                | País      | Resultado   | Posición | Partidos | GC |
| ---------------------------- | --------- | ----------- | -------- | -------- | -- |
| Eliminatorias Alemania 2006  | Alemania  | Clasificado | 4º       | 15       | 19 |
| Eliminatorias Sudáfrica 2010 | Sudáfrica | Clasificado | 3º       | 17       | 12 |
| Eliminatorias Brasil 2014    | Brasil    | Eliminado   | 9º       | 6        | 13 |
| Eliminatorias Rusia 2018     | Rusia     | Eliminado   | 7º       | 3        | 4  |

### Participaciones en Copa América
| Torneo                  | Sede           | Resultado        | Partidos | GC |
| ----------------------- | -------------- | ---------------- | -------- | -- |
| Copa América 1999       | Paraguay       | Cuartos de final | 0        | 0  |
| Copa América 2001       | Colombia       | Primera ronda    | 0        | 0  |
| Copa América 2004       | Perú           | Cuartos de final | 2        | 4  |
| Copa América 2007       | Venezuela      | Cuartos de final | 2        | 1  |
| Copa América 2011       | Argentina      | Subcampeón       | 6        | 8  |
| Copa América 2015       | Chile          | Cuarto Lugar     | 4        | 8  |
| Copa América Centenario | Estados Unidos | Fase de Grupos   | 2        | 2  |

### Participaciones en Copas del Mundo
| Mundial                                | Sede                  | Resultado        | Partidos | GC |
| -------------------------------------- | --------------------- | ---------------- | -------- | -- |
| Copa Mundial de Fútbol Juvenil de 1997 | Malasia               | Primera fase     | 3        | 6  |
| Copa Mundial de Fútbol de 2002         | Corea del Sur y Japón | Octavos de final | 0        | 0  |
| Copa Mundial de Fútbol de 2006         | Alemania              | Primera fase     | 1        | 0  |
| Copa Mundial de Fútbol de 2010         | Sudáfrica             | Cuartos de final | 5        | 2  |

## Participaciones internacionales
| Club                              | Año  | Competencia                         | Resultado                       |
| --------------------------------- | ---- | ----------------------------------- | ------------------------------- |
| Libertad Paraguay                 | 2002 | Copa Sudamericana                   | Segunda Fase                    |
| Libertad Paraguay                 | 2003 | Copa Libertadores Copa Sudamericana | Fase de grupos Cuartos de final |
| Libertad Paraguay                 | 2004 | Copa Libertadores                   | Fase de grupos                  |
| Newell's Old Boys Argentina       | 2005 | Copa Sudamericana                   | Primera Fase                    |
| Newell's Old Boys Argentina       | 2006 | Copa Libertadores                   | Octavos de final                |
| Estudiantes de La Plata Argentina | 2011 | Copa Sudamericana                   | Segunda Fase                    |
| Colo-Colo · Chile                 | 2013 | Copa Sudamericana                   | Segunda Fase                    |
| Colo-Colo · Chile                 | 2015 | Copa Libertadores                   | Fase de grupos                  |
| Colo-Colo · Chile                 | 2016 | Copa Libertadores                   | Fase de grupos                  |
| Colo-Colo · Chile                 | 2017 | Copa Libertadores                   | Segunda Fase                    |

## Estadísticas
Datos actualizados a fin de carrera deportiva.
| Sol de América Paraguay |               |               |     |    |    |    |    |     |     |   |
| 1.ª | 1996          | 22            | 0   | -  | -  | -  | -  | 22  | 0   |   |
| 1.ª | 1997          | 19            | 0   | -  | -  | -  | -  | 19  | 0   |   |
| 1.ª | 1998          | 30            | 0   | -  | -  | -  | -  | 30  | 0   |   |
| 1.ª | 1999          | 16            | 0   | -  | -  | -  | -  | 16  | 0   |   |
| 1.ª | 2000          | 32            | 0   | -  | -  | -  | -  | 32  | 0   |   |
| Total club | Total club    | 119           | 0   | 0  | 0  | 0  | 0  | 119 | 0   |   |
| Libertad Paraguay |               |               |     |    |    |    |    |     |     |   |
| 1.ª | 2001          | 31            | 0   | -  | -  | -  | -  | 31  | 0   |   |
| 1.ª | 2002          | 35            | 0   | -  | -  | 4  | 0  | 39  | 0   |   |
| 1.ª | 2003          | 28            | 0   | -  | -  | 9  | 0  | 37  | 0   |   |
| 1.ª | 2004          | 15            | 0   | -  | -  | 4  | 0  | 19  | 0   |   |
| Total club | Total club    | 109           | 0   | 0  | 0  | 17 | 0  | 126 | 0   |   |
| Newell's Old Boys Argentina |               |               |     |    |    |    |    |     |     |   |
| 1.ª | 2004-A        | 19            | 0   | -  | -  | -  | -  | 19  | 0   |   |
| 1.ª | 2005-C        | 19            | 0   | -  | -  | -  | -  | 19  | 0   |   |
| 1.ª | 2005-A        | 17            | 0   | -  | -  | 2  | 0  | 19  | 0   |   |
| 1.ª | 2006-C        | 16            | 0   | -  | -  | 8  | 0  | 24  | 0   |   |
| 1.ª | 2006-A        | 18            | 0   | -  | -  | -  | -  | 18  | 0   |   |
| 1.ª | 2007-C        | 16            | 0   | -  | -  | -  | -  | 16  | 0   |   |
| 1.ª | 2007-A        | 14            | 0   | -  | -  | -  | -  | 14  | 0   |   |
| 1.ª | 2008-C        | 16            | 0   | -  | -  | -  | -  | 16  | 0   |   |
| Total club | Total club    | 135           | 0   | 0  | 0  | 10 | 0  | 145 | 0   |   |
| Real Valladolid · España |               |               |     |    |    |    |    |     |     |   |
| 1.ª | 2008-09       | 15            | 0   | 2  | 0  | -  | -  | 17  | 0   |   |
| 1.ª | 2009-10       | 23            | 0   | -  | -  | -  | -  | 23  | 0   |   |
| 2.ª | 2010-11       | 6             | 0   | 2  | 0  | -  | -  | 8   | 0   |   |
| Total club | Total club    | 44            | 0   | 4  | 0  | 0  | 0  | 48  | 0   |   |
| Estudiantes de La Plata Argentina |               |               |     |    |    |    |    |     |     |   |
| 1.ª | 2011-A        | 4             | 0   | -  | -  | 1  | 0  | 5   | 0   |   |
| 1.ª | 2012-C        | -             | -   | -  | -  | -  | -  | 0   | 0   |   |
| 1.ª | 2012-I        | 14            | 0   | -  | -  | -  | -  | 14  | 0   |   |
| Total club | Total club    | 18            | 0   | 0  | 0  | 1  | 0  | 19  | 0   |   |
| Nacional Paraguay |               |               |     |    |    |    |    |     |     |   |
| 1.ª | 2013-A        | 13            | 0   | -  | -  | -  | -  | 13  | 0   |   |
| Total club | Total club    | 13            | 0   | 0  | 0  | 0  | 0  | 13  | 0   |   |
| Colo-Colo · Chile |               |               |     |    |    |    |    |     |     |   |
| 1.ª | 2013-A        | 13            | 0   | 5  | 0  | 2  | 0  | 20  | 0   |   |
| 1.ª | 2014-C        | 16            | 0   | -  | -  | -  | -  | 16  | 0   |   |
| 1.ª | 2014-A        | 16            | 0   | 5  | 0  | -  | -  | 21  | 0   |   |
| 1.ª | 2015-C        | 9             | 0   | -  | -  | 4  | 0  | 13  | 0   |   |
| 1.ª | 2015-A        | 10            | 0   | 7  | 0  | -  | -  | 17  | 0   |   |
| 1.ª | 2016-C        | 13            | 0   | -  | -  | 5  | 0  | 18  | 0   |   |
| 1.ª | 2016-A        | 5             | 0   | 5  | 0  | -  | -  | 10  | 0   |   |
| 1.ª | 2017-C        | 5             | 0   | -  | -  | 2  | 0  | 7   | 0   |   |
| Total club | Total club    | 87            | 0   | 22 | 0  | 13 | 0  | 122 | 0   |   |
| Total carrera | Total carrera | Total carrera | 525 | 0  | 26 | 0  | 41 | 0   | 592 | 0 |
| (2) Incluye datos de la Copa del Rey (2008-09, 2010-11); Copa Chile (2013-14, 2014-15, 2015, 2016). (2) Incluye datos de la Copa Sudamericana (2002, 2003, 2005, 2011, 2013); Copa Libertadores (2003, 2004, 2006, 2015, 2016, 2017). (3) No incluye goles en partidos amistosos. |               |               |     |    |    |    |    |     |     |   |

### Selección nacional
| Selección         | Año   | Amistoso | Amistoso | Copa América | Copa América | Eliminatorias | Eliminatorias | Mundial | Mundial | Total | Total |
| Selección         | Año   | PJ       | G        | PJ           | G            | PJ            | G             | PJ      | G       | PJ    | G     |
| ----------------- | ----- | -------- | -------- | ------------ | ------------ | ------------- | ------------- | ------- | ------- | ----- | ----- |
| Absoluta Paraguay | 1999  | 8        | 0        | -            | -            | -             | -             | -       | -       | 8     | 0     |
| Absoluta Paraguay | 2000  | 1        | 0        | -            | -            | -             | -             | -       | -       | 1     | 0     |
| Absoluta Paraguay | 2001  | 1        | 0        | -            | -            | -             | -             | -       | -       | 1     | 0     |
| Absoluta Paraguay | 2003  | 6        | 0        | -            | -            | 3             | 0             | -       | -       | 9     | 0     |
| Absoluta Paraguay | 2004  | -        | -        | 2            | 0            | 6             | 0             | -       | -       | 8     | 0     |
| Absoluta Paraguay | 2005  | 3        | 0        | -            | -            | 6             | 0             | -       | -       | 9     | 0     |
| Absoluta Paraguay | 2006  | 4        | 0        | -            | -            | -             | -             | 1       | 0       | 5     | 0     |
| Absoluta Paraguay | 2007  | 7        | 0        | -            | -            | 4             | 0             | -       | -       | 11    | 0     |
| Absoluta Paraguay | 2008  | 4        | 0        | -            | -            | 5             | 0             | -       | -       | 9     | 0     |
| Absoluta Paraguay | 2009  | 2        | 0        | -            | -            | 8             | 0             | -       | -       | 10    | 0     |
| Absoluta Paraguay | 2010  | 7        | 0        | -            | -            | -             | -             | 5       | 0       | 12    | 0     |
| Absoluta Paraguay | 2011  | 5        | 0        | 6            | 0            | -             | -             | -       | -       | 11    | 0     |
| Absoluta Paraguay | 2012  | 2        | 0        | -            | -            | 3             | 0             | -       | -       | 5     | 0     |
| Absoluta Paraguay | 2013  | 1        | 0        | -            | -            | 3             | 0             | -       | -       | 4     | 0     |
| Absoluta Paraguay | 2014  | 2        | 0        | -            | -            | -             | -             | -       | -       | 2     | 0     |
| Absoluta Paraguay | 2015  | 3        | 0        | 4            | 0            | -             | -             | -       | -       | 7     | 0     |
| Absoluta Paraguay | 2016  | 1        | 0        | 3            | 0            | 3             | 0             | -       | -       | 10    | 0     |
| Absoluta Paraguay | 2018  | 1        | 0        | -            | -            | -             | -             | -       | -       | 1     | 0     |
| Total             | Total | 58       | 0        | 15           | 0            | 41            | 0             | 6       | 0       | 120   | 0     |

### Resumen estadístico
| Competición            | Encuentros | Goles | Promedio |
| ---------------------- | ---------- | ----- | -------- |
| Liga                   | 525        | 0     | 0,00     |
| Copas nacionales       | 26         | 0     | 0,00     |
| Copas internacionales  | 41         | 0     | 0,00     |
| Selección del Paraguay | 120        | 0     | 0        |
| Total                  | 712        | 0     | 0,00     |

## Palmarés

### Campeonatos nacionales
| Título                        | Club              | País      | Año    |
| ----------------------------- | ----------------- | --------- | ------ |
| Copa de campeones de Paraguay | Sol de América    | Paraguay  | 1997   |
| Primera División              | Libertad          | Paraguay  | 2002   |
| Primera División              | Libertad          | Paraguay  | 2003   |
| Primera División              | Newell's Old Boys | Argentina | 2004-A |
| Primera División              | Nacional          | Paraguay  | 2013-A |
| Primera División              | Colo-Colo         | Chile     | 2014-C |
| Primera División              | Colo-Colo         | Chile     | 2015-A |
| Copa Chile                    | Colo-Colo         | Chile     | 2016   |

### Distinciones individuales
| Distinción                        | Otorgada por                               | Año  |
| --------------------------------- | ------------------------------------------ | ---- |
| Futbolista paraguayo del año      | Diario ABC Color                           | 2004 |
| Condecoración Especial            | Presidencia de la República del Paraguay   | 2010 |
| Medalla Domingo Martínez de Irala | Municipalidad de Asunción                  | 2010 |
| Mejor arquero de la Copa América  | CONMEBOL                                   | 2011 |
| Mejor Deportista Extranjero       | Círculo de Periodistas Deportivos de Chile | 2014 |
| Mejor Deportista Extranjero       | Círculo de Periodistas Deportivos de Chile | 2015 |